# Stiphra lobata
Stiphra lobata är en insektsart som beskrevs av Brunner von Wattenwyl 1890. Stiphra lobata ingår i släktet Stiphra och familjen Proscopiidae. Inga underarter finns listade i Catalogue of Life.